# Cupaniopsis grandiflora
Cupaniopsis grandiflora är en kinesträdsväxtart som beskrevs av F. Adema. Cupaniopsis grandiflora ingår i släktet Cupaniopsis och familjen kinesträdsväxter. Inga underarter finns listade i Catalogue of Life.